# Peek & Cloppenburg
Peek & Cloppenburg er en tysk detailhandelskoncern, der driver stormagasiner. Den består af to separate selskaber Peek & Cloppenburg KG Düsseldorf (P&C West) med hovedkvarter i Düsseldorf og Peek & Cloppenburg KG Hamburg (P&C North) med hovedkvarter i Hamborg. 
Peek & Cloppenburg KG Düsseldorf har stormagasiner i 15 europæiske lande og i Danmark ejer de Magasin du Nord.